# Nokia 110
 (septembre 2018).
 (janvier 2021).
Si vous disposez d'ouvrages ou d'articles de référence ou si vous connaissez des sites web de qualité traitant du thème abordé ici, merci de compléter l'article en donnant les références utiles à sa vérifiabilité et en les liant à la section « Notes et références ».
Le Nokia 110 est un téléphone de l'entreprise Nokia. 
Il est basé sur la plate-forme S40 Symbian, lancé au début de l'année 2012, le téléphone Nokia 110 a connu un très grand succès.

## Caractéristiques
- GSM 900 / 1800
- 128 × 160 mm pour 110 grammes
- Écran monochrome.
- Batterie Li-Ion de 900 mAh
- Coque : Titane
- Appareil photo numérique : 2 mégas pixels
- Vibreur